# Redby
Redby is een plaats (census-designated place) in de Amerikaanse staat Minnesota, en valt bestuurlijk gezien onder Beltrami County.

## Demografie
Bij de volkstelling in 2000 werd het aantal inwoners vastgesteld op 957.

## Geografie
Volgens het United States Census Bureau beslaat de plaats een oppervlakte van
31,4 km², waarvan 30,2 km² land en 1,2 km² water.

## Plaatsen in de nabije omgeving
De onderstaande figuur toont nabijgelegen plaatsen in een straal van 32 km rond Redby.